# Бюрзе (кантон)
Бюрзе́ (фр. Burzet) — кантон во Франции, находится в регионе Рона — Альпы, департамент Ардеш. Входит в состав округа Ларжантьер.
Код INSEE кантона — 0805. Всего в кантон Бюрзе входит 5 коммун, из них главной коммуной является Бюрзе.

## Коммуны кантона

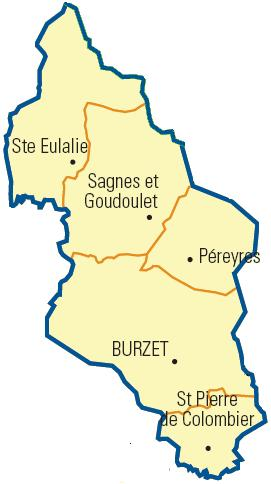
Карта кантона

| Коммуна              | Население, чел. (2006) | Почтовый индекс | Код INSEE |
| -------------------- | ---------------------- | --------------- | --------- |
| Бюрзе                | 504                    | 07450           | 07045     |
| Перейр               | 55                     | 07450           | 07173     |
| Сань-э-Гудуле        | 131                    | 07450           | 07203     |
| Сен-Пьер-де-Коломбье | 382                    | 07450           | 07282     |
| Сент-Элали           | 253                    | 07510           | 07235     |

## Население
Население кантона на 2006 год составляло 1 329 человек.
| 1962  | 1968  | 1975  | 1982  | 1990  | 1999  | 2006  | 2007 | 2008 |
| ----- | ----- | ----- | ----- | ----- | ----- | ----- | ---- | ---- |
| 1 693 | 2 077 | 1 601 | 1 562 | 1 432 | 1 325 | 1 329 | —    | —    |